# Banou
Banou – gaun wikas samiti w zachodniej części Nepalu w strefie Dhawalagiri w dystrykcie Parbat. Według nepalskiego spisu powszechnego z 2001 roku liczył on 349 gospodarstw domowych i 1703 mieszkańców (925 kobiet i 778 mężczyzn).